# きらり夏 全国高校野球選手権 山口大会
『きらり夏 全国高校野球選手権 山口大会』（きらりなつ ぜんこくこうこうやきゅうせんしゅけん やまぐちたいかい）は、山口朝日放送で毎年7月に開催される全国高等学校野球選手権山口大会実況中継のタイトルである。「きらり夏」の後には年号が入る（たとえば、2016年の大会は「きらり夏2016」）。2007年大会よりハイビジョン制作。

## 番組編成
1回戦から3回戦までは、県内4会場のうち1会場（2012年は1回戦は周南市野球場、2回戦・3回戦は下関球場の2球場。2016年度は津田恒実メモリアルスタジアム）の試合を中継し、他会場の試合は中継内で速報で放送する。準々決勝以降は県決勝大会の会場（西京スタジアム）から中継を行う。
2014年度の放送編成
- 平日はANNローカルセールス枠である、10:00 - 11:30までと13:05以降に放送する[1]。
- 土曜は10:00～17:30まで断続的に放送するが、11:45のANNニュースは通常通り放送される。
- 日曜は13:00以降に放送。

準々決勝・準決勝・決勝時はこの限りではなく、編成が一部変更となる。
2016年度の放送編成
- 平日はANNローカルセールス枠である、9:55 - 11:40までと13:45 - 14:35に放送する[2]。
- 土曜は10:10～14:50まで断続的に放送するが、11:45のANNニュースは通常通り放送される。
- 日曜は10:00 - 11:45、11:55 - 14:55[3]に放送。

準々決勝・準決勝・決勝時はこの限りではなく、編成が一部変更となる。

2011年からはテロップがHD化された。2012年からは、深夜にダイジェスト放送をしている（1時間 - 2時間の編集版）。
番組休止時の編成としてはテレビ朝日系番組の再放送、またはABC制作の番組（関西ローカル）が放送される。
番組休止時のABCネットの番組
- クイズ!紳助くん
- 横丁へよ〜こちょ!
- 2006年度：ビーバップ!ハイヒール
- 2007年度：きになるオセロ
- 2008年度、2009年度：今ちゃんの「実は…」
- 2010年度、2011年度：秘湯ロマン（テレビ朝日）
- 2011年度： LIFE〜夢のカタチ〜

2008年度の中継では、隣接系列局（九州朝日放送・広島ホームテレビ）からは自社エリアの県予選の取材・中継や本拠地球団のプロ野球中継を同時期に実施している関係で技術協力が難しかったためか（特に広島ホームテレビは大型中継車がハイビジョンに完全対応していなかった。ハイビジョン化後はクロステレビからのレンタルで賄っている）、系列外のテレビ新広島（フジテレビ系列）及び同社の関連会社・TSSプロダクションの技術協力を得て、TSSからハイビジョン中継車とテロップに関する機材のレンタルを受けた。

## 中継会場
| 開催年 | 1回戦                        | 2回戦                        | 3回戦                        | 準々決勝・準決勝・決勝 （決勝大会） |
| ------ | ---------------------------- | ---------------------------- | ---------------------------- | ----------------------------------- |
| 2011年 | ユーピーアールスタジアム     | ユーピーアールスタジアム     | ユーピーアールスタジアム     | 山口マツダ西京きずなスタジアム      |
| 2012年 | 周南市野球場                 | 下関球場                     | 下関球場                     | 山口マツダ西京きずなスタジアム      |
| 2013年 | ユーピーアールスタジアム     | ユーピーアールスタジアム     | ユーピーアールスタジアム     | 山口マツダ西京きずなスタジアム      |
| 2014年 | 津田恒実メモリアルスタジアム | 津田恒実メモリアルスタジアム | 津田恒実メモリアルスタジアム | 山口マツダ西京きずなスタジアム      |
| 2015年 | ユーピーアールスタジアム     | ユーピーアールスタジアム     | ユーピーアールスタジアム     | 山口マツダ西京きずなスタジアム      |
| 2016年 | 津田恒実メモリアルスタジアム | 津田恒実メモリアルスタジアム | 津田恒実メモリアルスタジアム | 山口マツダ西京きずなスタジアム      |
| 2017年 | ユーピーアールスタジアム     | ユーピーアールスタジアム     | ユーピーアールスタジアム     | 山口マツダ西京きずなスタジアム      |
| 2018年 | オーヴィジョンスタジアム下関 | オーヴィジョンスタジアム下関 | オーヴィジョンスタジアム下関 | 山口マツダ西京きずなスタジアム      |

## 実況アナウンサー（2014年）
- 柘植忠司
- 嶋田健吾
- 冨田和
- 楢崎瑞

## 実況アナウンサー（2015年）
- 沖田総平
- 八谷英樹
- 楢﨑瑞
- 浅野航平

## 実況アナウンサー（2016年）
- 沖田総平
- 八谷英樹
- 楢﨑瑞
- 浅野航平
- 田中亨

## 実況アナウンサー（2017年、2018年）
- 八谷英樹
- 楢﨑瑞
- 浅野航平
- 田中亨

## 応援メール
毎年、高校球児への応援メール・FAXを受け付けており、番組内で紹介される。

## テーマソング

### 2014年度
- オープニング・インターバル：イグニッション／山口活性学園
- エンディング：どんなに どんなに／シクラメン
- ハイライトシーン：Precious Summer／浜田麻里

### 2015年度
- オープニング・インターバル・エンディング：SOUL SCREAM／山口活性学園
- ハイライトシーン：Precious Summer／浜田麻里

### 2016年度
- テーマソング：ソラノシタ／山口活性学園
- 挿入曲：KAKUMEI／Silent Siren
- エンディング：ライオン／ベリーグッドマン

### 2017年度
- オープニングテーマ：キセキラッシュ／GIRLFRIEND
- 挿入歌：疾走れ!ミライ／GLAY
- エンディングテーマ：瀬戸内の声／STU48